# Prigione di Andersonville

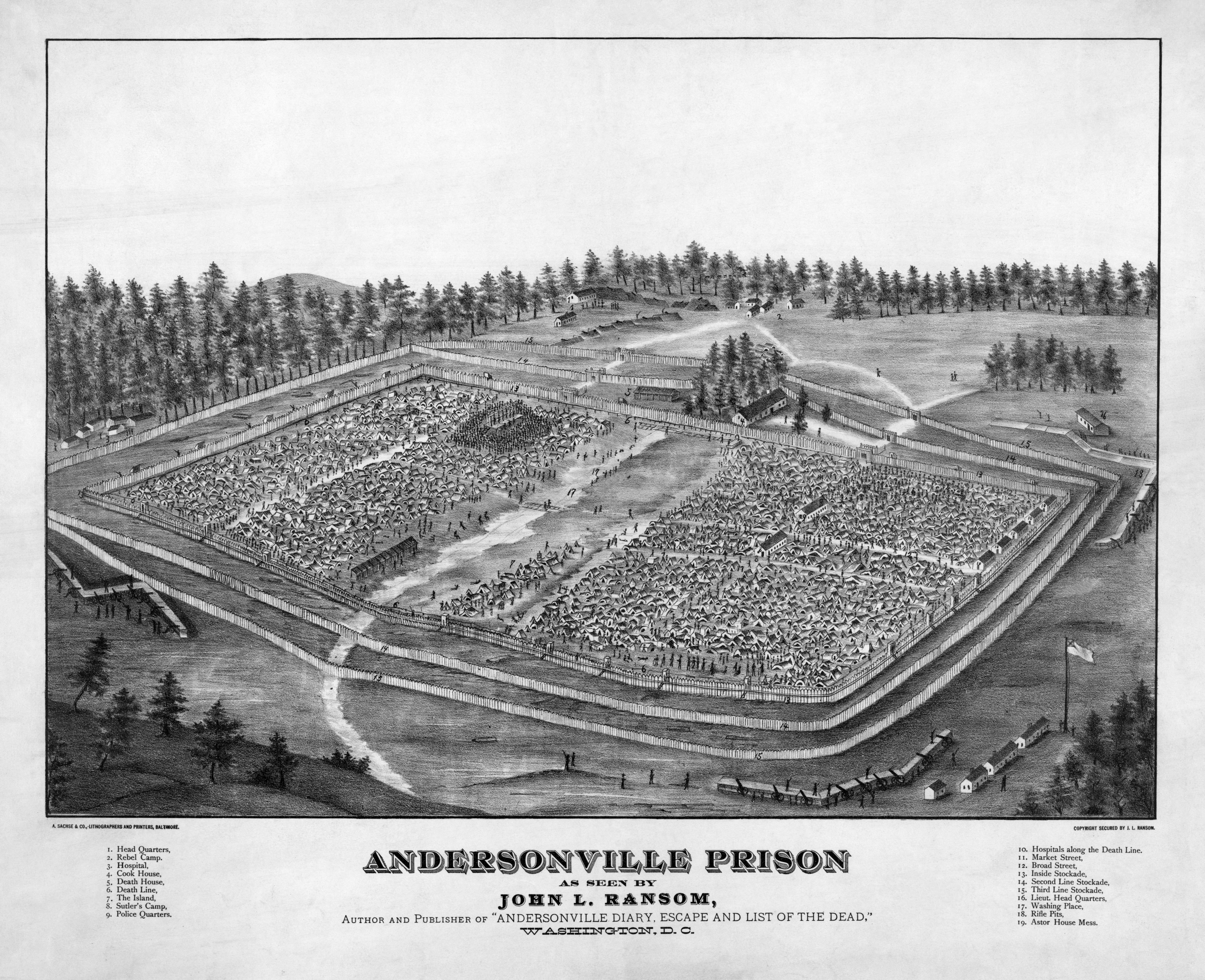
La prigione di Andersonville in una illustrazione di John L. Ransom pubblicata nel 1882

La prigione di Andersonville, chiamata ufficialmente "Camp Sumter", è stata il più vasto campo di concentramento sudista durante la guerra di secessione americana.

## Storia
Aperta nel febbraio del 1864, aveva un'estensione di 2 km². Vi morirono, quasi tutti di malattia, 12.913 prigionieri nordisti. Il capitano Henry Wirz, comandante del campo, fu l'unico soldato della guerra civile giustiziato per crimini di guerra insieme a Champ Ferguson e a Henry Magruder. Il campo di prigionia può essere considerato il capostipite dei campi di concentramento, dai lager ai gulag, dove morirono parecchie migliaia di prigionieri, uccisi dalla fame e dal colera.
Nel luogo su cui sorgeva è stato istituito un sito storico, l'Andersonville national historic site, sito a Andersonville, in Georgia. Esso include la vecchia prigione, il Cimitero nazionale (Andersonville national cemetery) e il Museo nazionale del prigioniero di guerra (National prisoner of war museum).

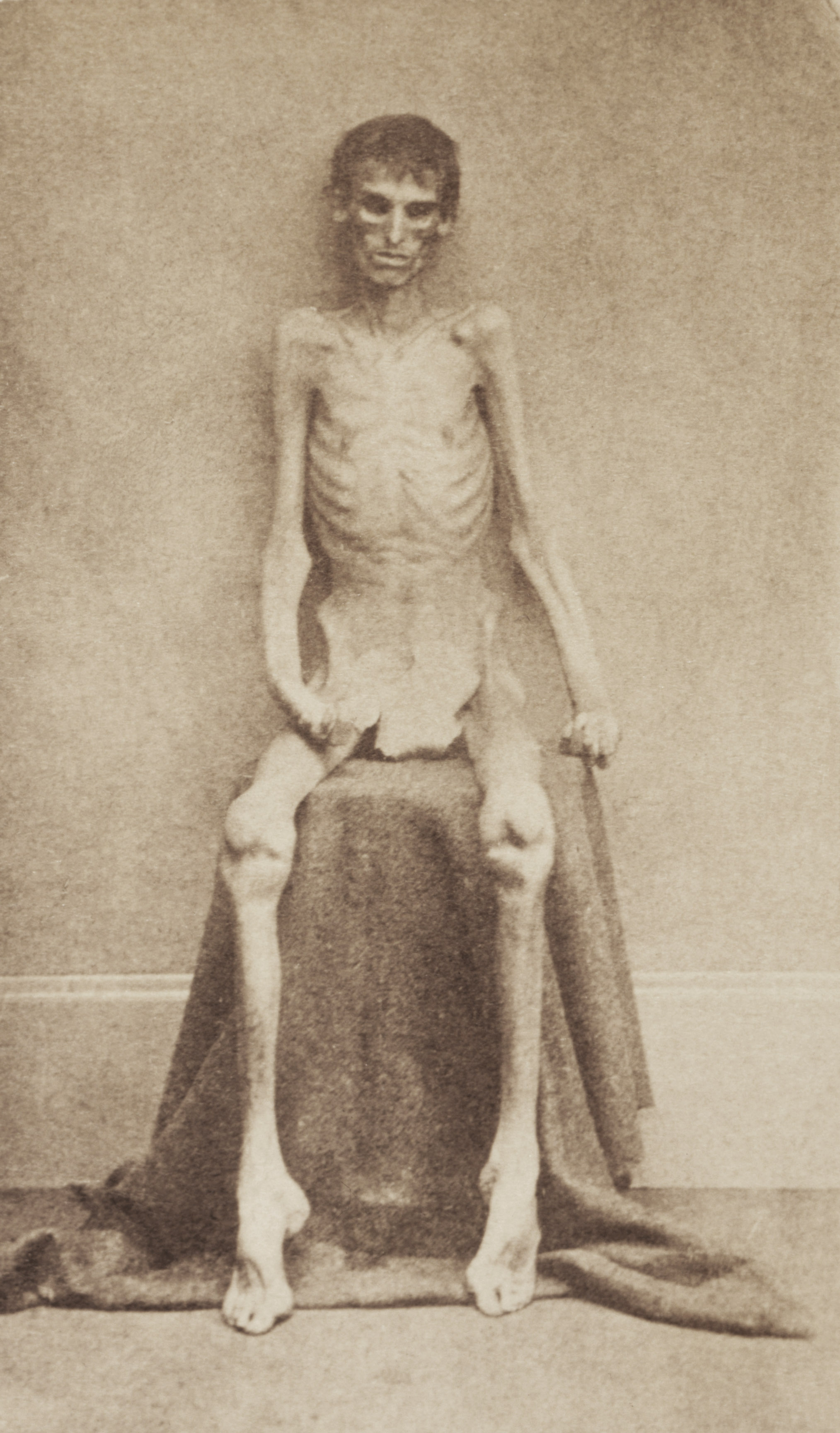
Un ex-prigioniero di guerra nordista appena liberato nel maggio 1865, dopo aver sofferto di inedia